# جنكيز خان
جِنْكِيزْ خَانْ (بالمنغولية: Чингис Хаан)‏ (1165 - 1227م). هو مؤسس وإمبراطور الإمبراطورية المغولية والتي اعتبرت أضخم إمبراطورية في التاريخ ككتلة واحدة بعد وفاته. برز بعد توحيده عدة قبائل رحل لشمال شرق آسيا. فبعد إنشائه إمبراطورية المغول وتسميته «بجنكيز خان» بدأ بحملاته العسكرية فهاجم الدولة القراخطائية والقوقاز والدولة الخوارزمية وزيا الغربية وإمبراطورية جين. وفي نهاية حياته كانت إمبراطوريته قد احتلت جزءً ضخمًا من أواسط آسيا والصين.
كان قائدًا عسكريًّا شديد البأس، وكانت له القدرة على تجميع الناس حوله، وبدأ في التوسع تدريجيًّا في المناطق المحيطة به، وسرعان ما اتسعت مملكته حتى بلغت حدودها من كوريا شرقًا إلى حدود الدولة الخوارزمية الإسلامية غربًا، ومن سهول سيبريا شمالاً إلى بحر الصين جنوبًا، أي أنها كانت تضم من دول العالم حاليًا: الصين وإيران وكازاخستان وكوريا الشمالية والجنوبية ومنغوليا وفيتنام وتايلاند وأجزاء من سيبيريا، إلى جانب مملكة لاوس وميانمار ونيبال وبوتان.
وقبل أن يتوفى جنكيز خان أوصى أن يكون خليفته هو أوقطاي خان وقسم إمبراطوريته إلى خانيات بين أبنائه وأحفاده. وقد توفي سنة 1227 بعد أن هزم التانجوت [الإنجليزية] وقد دفن في قبر مجهول لايعرف بالضبط أين مكانه في منغوليا. وبدأ أحفاده بتوسيع إمبراطوريتهم خلال أرجاء أوراسيا من خلال احتلال و/أو إنشاء ممالك تابعة لهم داخل الصين الحالية وكوريا والقوقاز وممالك آسيا الوسطى، وأجزاء ضخمة من أوروبا الشرقية والشرق الأوسط.
بجانب إنجازاته العسكرية الضخمة، فجنكيز خان جعل الإمبراطورية المغولية تتطور في وسائل أخرى. حيث أنه أصدر مرسومًا باعتماد الأبجدية الأويغورية كنظام الكتابة في الإمبراطورية المغولية. لقد شجع أيضا التسامح الديني داخل إمبراطوريته، وأنشأ إمبراطورية موحدة من قبائل شمال شرق آسيا الرحل. ويكن له المغول الحاليون شديد الاحترام ويعتبرونه الأب المؤسس لدولة منغوليا.

## تأصيل اسمه
جنكيز خان (بالمنغولية:Чингис Хаан)، (تكتب الصينية: 成吉思汗) وتهجئتها بطريقة پن ين pinyin هي: cheng1 ji1 si1 kang1)، أو تيموجين (بالصينية:鐵木真)، وهجاؤها بطريقة پن ين pinyin هو: Temüjin
«جنكيز خان» كلمة تعني: قاهر العالم، أو ملك ملوك العالم، أو القوي، حسب الترجمات المختلفة للغة المنغولية، واسمه الأصلي «تيموجين» أو «تيموغين».

## بداية حياته

### نسبه
يتصل نسب تيموجين مباشرة مع جده خابول خان [الإنجليزية] وأمباغاي [الإنجليزية]، وأخيه كوتولا خان [الإنجليزية] الذين تزعموا الاتحاد المنغولي فعندما انتقل دعم سلالة جين الصينية من المغول إلى التتار سنة 1161 وحطموا خابول خان. فعندئذ برز والد جنكيز واسمه يسوغي (زعيم أسرة بورجيقن [الإنجليزية] وهي أسرة حاكمة لعشيرة قيات المغولية وابن أخ أمباغاي وكوتولا خان) ولكن هذا المنصب نازعته عليه أسرة تاي تشيود [الإنجليزية] المنافسة، الذين ينحدرون مباشرة من أمباغاي، فعندما قوي نفوذ التتار بعد سنة 1161، حول حكام الأسرة جين دعمهم إلى قبيلة الكراييت [الإنجليزية]
وهو أبو الإمبراطور تولوي وجد كلٍ من الإمبراطور منكو خان والإمبراطور قوبلاي خان والإمبراطور هولاكو خان والإمبراطور إريك بوك.

### ولادته

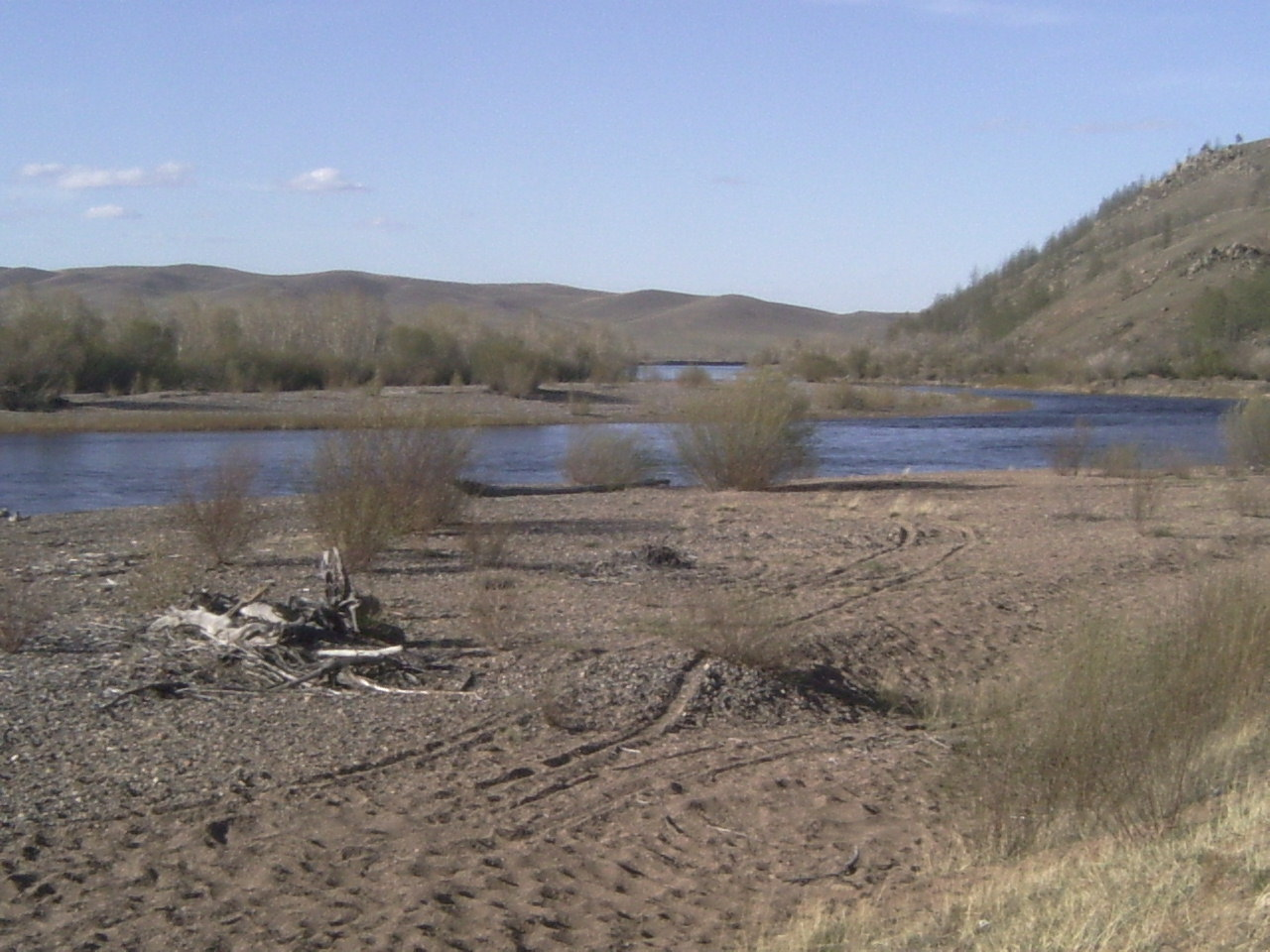
نهر أونون في منغوليا شتاء حيث كان تيموجين قد ولد وترعرع في تلك المنطقة.

لم يذكر عن سنوات حياة تيموجين الأولى سوى القليل بسبب ندرة السجلات المكتوبة المعاصرة له، وإن كان هناك بعضا من المعلومات الواقعية والتي تعطي تفصيلا عن تلك السنوات، ولكن تبقى تلك المصادر القليلة محل نزاع.
ولد تيموجين ما بين عامي 1155 و1162 في منطقة ديليون بولدوغ بالقرب من جبل برخان خلدون ونهري أونون كارولين في مايسمى الآن بمنغوليا وهي ليست بعيدة عن العاصمة أولان باتور. وكان أبوه يسوغي غائبا وقت ولادته إذ كان يقاتل التتار وقتل زعيما لهم اسمه تيموجين وعندما عاد مظفرا وجد أن زوجته انجبت له ابنا. وحينما فحص الطفل وجد أن بداخل قبضة يده قطعة من الدم، فتيمن بأن ذلك نتيجة نصره على عدوه فأطلق عليه اسم تيموجين. ويذكر كتاب التاريخ السري للمغول أن تيموجين ولد وبقبضته كتلة دم متجبأم، وهي علامة تقليدية تدل على أن قدره أن يصبح قائدا عظيما. وهو الابن الثالث ليسوغي زعيم مغول الخاماق التابعين لقبيلة كياد وحليف وانغ خان زعيم قبيلة الكراييت، والأكبر من أبناء امه هويلون. وحسب التاريخ السري فقد سمي بتيموجين نسبة إلى زعيم للتتار اسمه تيموجين أوغي كان والده قد اعتقله بعد ولادته مباشرة.
تسمى عشيرة يسوغي باسم بورجيقن (Боржигин)، أما عشيرة هويلون فكان اسمها أولخونوت التي تنتسب إلى قبيلة أونجيرات. عشيرة تيموجين كما هو الحال مع باقي القبائل الأخرى هي من الرحل، ويعتبر هو من أصول كريمة حيث والده وأجداده كانوا زعماء القبيلة، وتلك المنزلة الاجتماعية الرفيعة سهلت عليه الحصول على مساعدة من قبائل المغول الأخرى عندما كان يطلبها.
لا توجد صور دقيقة عن جنكيز خان، وماتبقى من وصف عنه ماهو إلا خيالات فنية. فقد ذكر رشيد الدين في جامع التواريخ أن سلفهم الأسطورة المتألق «جنكيز خان» كان طويل القامة وطويل اللحية ذا شعر أحمر وعيون خضراء. ووصف أيضا رؤية جنكيز لقوبلاي خان أول مرة عندما فوجئ أن قوبلاي لم يرث شعره الأحمر. ووفقا لرشيد الدين فقد كانت لعشيرة جنكيز البورجيقية أسطورة تذكر أصولهم بأنها ظهرت نتيجة لعلاقة غرامية بين آلان-كو وغريب عن بلادها، وهو رجل متألق لديه شعر أحمر وعيون خضراء مزرقة. وقد أَلمحَ المؤرخ بول راجنوفسكي في كتابه عن سيرة جنكيز بأن «الرجل المتألق» قد يكون من القيرغيز وهو معروف تاريخيا بأن لهم نفس الخصائص.
ولا تزال هذه الصفات موجودة بين المغول في العصر الحالي، حيث لديهم الصورة السائدة للمغولي مع تواتر وجود عيون زرقاء وخضراء والشعر الأحمر. هناك أعداد من المغول خصوصا من قبيلة أويرات في غرب منغوليا تميل ملامحهم إلى بشرة فاتحة وعيون زرقاء وخضراء والشعر البني باختلاف درجاته مع وجود شعر أحمر أو أشقر أحيانا. ويظهر على بعض المغول الحاليين سمات قوقازية طفيفة حقنت على الأرجح نتيجة التزاوج التاريخي مع عرق أواسط آسيا القديم والأوربيين السيبيريين، وحديثا تم التزاوج مع السلاف وغيرهم من الأوروبيين. أما المؤرخ الفارسي الجوزجاني فقد وصفه قائلا:«عندما جاء إلى خراسان كان رجلا طويل القامة، قوي البنية ضخم الجثة، له عينان كعيني القط وهو في غاية الجلد والدهاء والعقل والهيبة. وكان محاربا عادلا حازما شديد الوطأة على عدوه شجاعا سفاكا متعطشا للدماء». وبمثل تلك الأوصاف وصفه أيضا المؤرخ الصيني منج هونج عندما كان سفيرا لأباطرة الصين الجنوبي لدى المغول سنة 618 هـ / 1221 م، وميزه بأنه كان ضخم الجثة عريض الجبهة طويل اللحية.

### بداية حياته وأسرته
لدى تيموجين ثلاث أخوة من أمه وهم جوجي قسار وقاجيون وتيموجي وأخت اسمها تيمولين، أما إخوته من أبيه فهم بختير وبلكوتي. وكما هي أوضاع الكثير من قبائل المغول، فإن بداية حياة تيموجين كانت قاسية، حيث جهز له والده زوجة وأخذه في سن التاسعة إلى العشيرة التي بها زوجة المستقبل بورته وهي تابعة لقبيلة أونجيرات. بقي تيموجين هناك في خدمة والد زوجته (داي سيجين) حتى بلوغه 12 عاما وهو سن الزواج. أما والده فقد مات عند مروره على أعدائه التتار المجاورين لقبيلته في طريق عودته إلى الديار، حيث قدموا له طعاما مسموما فمات من فوره، وكان ذلك سنة 570 هـ / 1175 م. وما أن وصل الخبر لتيموجين حتى عاد إلى أهله مطالبا بمنصب والده كونه الوريث الشرعي لرئاسة قبيلته، وكان عمره آنذاك 9 سنوات وقيل 13 سنة، ولكن القبيلة رفضت الدخول في طاعته بسبب صغر سنه. فانفضت القبيلة عن أولين وأبنائها، وتركوهم بدون حماية.

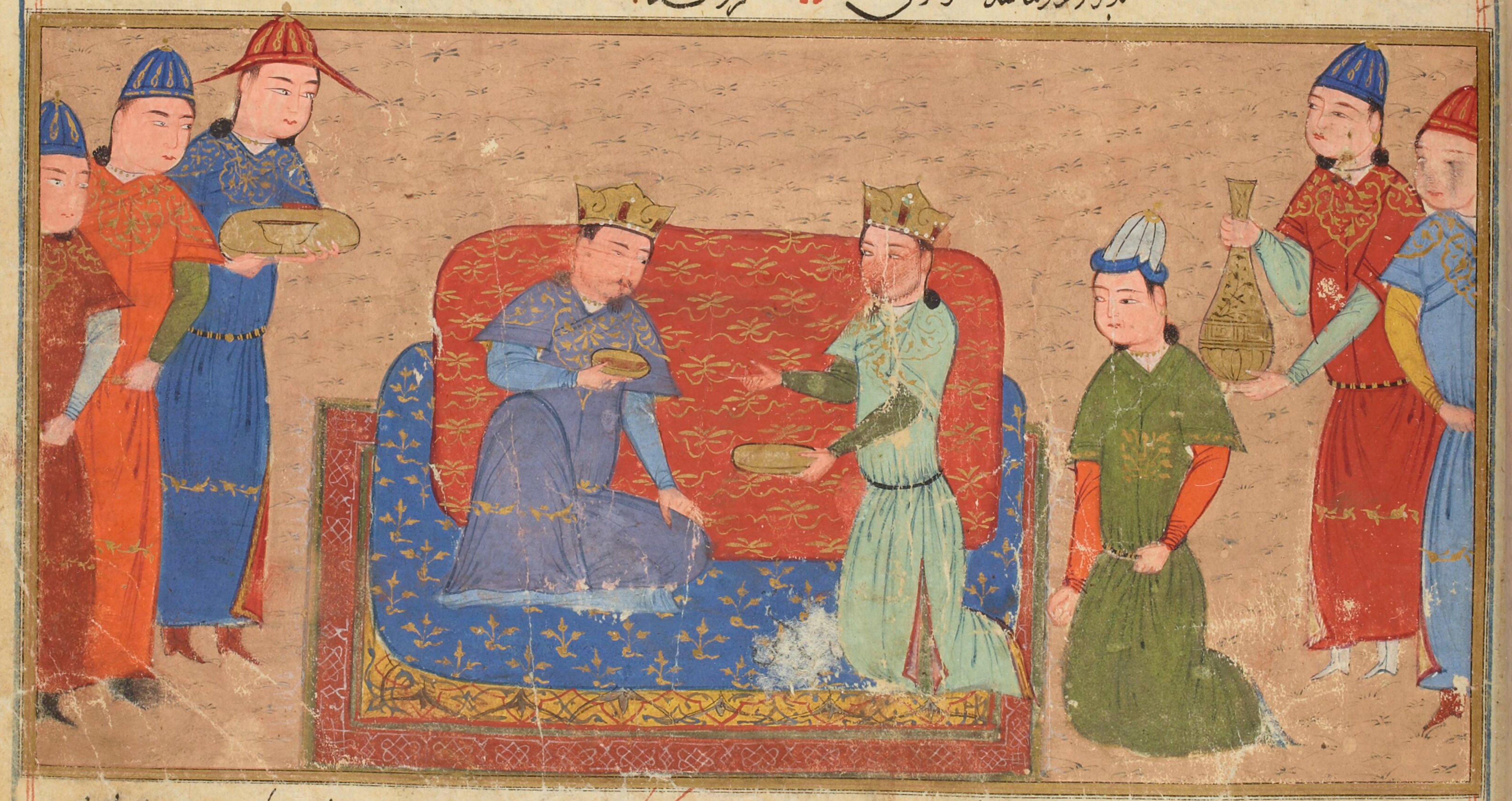
جنكيز خان وطغرل خان. صورة من القرن الخامس عشر، مخطوطة لكتاب جامع التواريخ

آلت حالة اولين وأطفالها لعدة سنوات إلى بؤس مدقع، ولكي يستمروا في الحياة فقد اقتاتوا على الثمار البرية وما يصطاده تيموجين وإخوته من الأسماك والحيوانات من طرائد السمور وفأر البر والثعلب الأسود، وأكلوا جثث الثيران. وقد كان في استطاعة تيموجين البقاء ثلاث إلى أربعة أيام بدون طعام، وكان يشعر بألم الجوع قبل أن يعثر على طعام جديد. وفي إحدى رحلات الصيد قتل تيموجين أخاه غير الشقيق بختير بسبب مشاجرة على الخلاف حول غنائم الصيد وقيل أنه سرق من تيموجين طيرا وسمكة فقتله دون شفقة أو رحمة، وقد لامته أمه بقوة واتهمته هو وأخوه فيتو بأنهما مجرد قتلة وتدل تلك الحادثة الأليمة على ما كانت تعانيه تلك الأسرة من البؤس وشظف العيش وما تكابده من آلام الجوع والحرمان. وقد تعرض في سنة 1182 للأسر على يد زعيم قبيلة الطايجيت حلفاء والده السابقين، فحبسوه عندهم واستعبدوه، ولكنه تمكن من الهرب بمساعدة أحد الحراس المتعاطفين معه الذي أصبح والد أحد قواده في المستقبل وهو تشيلاون. وبسبب هروبه من الطايجيت اشتهر وانتشر اسمه بسرعة بين القبائل.
لم يكن في هذا الوقت لأي من الاتحادات القبلية في منغوليا كيان سياسي، وكانت أغلب مصاهراتهم وزيجاتهم هي لترسيخ تحالفات مؤقتة. كبر تيموجين وهو يراقب المناخ السياسي المعقد في منغوليا والذي اشتمل على الحروب القبلية والسرقة والغارات والفساد واستمرار أعمال الانتقام التي تجري بين تلك التحالفات، ويفاقم الأمر سوءا التدخلات الأجنبية مثل الأسرة الحاكمة الصينية في الجنوب. تعلم تيموجين من والدته أولين العديد من الدروس حول عدم استقرار مناخ منغوليا السياسي، خاصة أن هناك حاجة ملحة للتحالفات. واضطر تيموجين إلى الدخول في تبعية حليف والده وانغ طغرل خان زعيم الكرايت للاحتماء به.
وكما كان ما قد رتبه والده من قبل، حيث زوجه من بورته من قبيلة أونجيرات عندما كان بسن 16 وذلك لتقوية التحالف بين كِلاَ القبيلتين. وكان لبورته أربعة أبناء وهم: جوجي (1185-1226)، وجغتاي (1187-1241) وأوقطاي (1189-1241) وتولوي (1190-1232). وقد خطفت قبيلة الميركيت بورته بعد زواجها من تيموجين بفترة قصيرة، واتخذها أحدهم زوجة له. إلا أن تيموجين تمكن من إنقاذها بمساعدة كلٍ من جاموغا صديقه ومنافسه في المستقبل وسيده طغرل خان زعيم الكرايت. وقد أنجبت ولده جوجي بعد تسعة أشهر من الحادثة مما خيم على مسألة أبوته. ومع التكهنات حول جوجي وعلى الرغم من أن تيموجين قد اتبع التقاليد واتخذ عدة زوجات إلا أن بورته ظلت الإمبراطورة الوحيدة، فقد كان لجنكيز خان عدة أبناء من زوجاته الأخريات وأسماؤهم موثقة -عدا البنات- لكنه استبعدهم من خلافة حكمه. وعُرف عن أسماء البنات ست على الأقل حيث لعبن دورا كبيرا وراء الكواليس خلال حياته، إلا أنه لا توجد أي وثيقة باقية تثبت عدد أو أسماء اللواتي ولدن من أزواج جنكيز خان.
اعتبر تيموجين أن الولاء له قيمة مقدمة على أي شيء آخر، وكان أيضا يحترم الأخوة والصداقة. وقد كان جاموغا أحد أشد أصدقاء تيموجين قربا له، ولكن تلك الصداقة تعرضت لاحقا لاختبار عنيف بينهما؛ فعندما كان تيموجين يحارب ليصبح خانا على جميع المغول قال له جاموغا قبل أن يقتل:«ما الفائدة التي سأجنيها عندما أصبح مرافقا لك؟ بل على العكس. سأطارد أحلامك في الليلة السوداء، وسأسبب لقلبك المتاعب في أيامك المشرقة. سأكون قملة تحيط بطوقك، وسأكون سندانا على بابك... وبما أن هناك مكان لشمس واحدة في السماء، سيكون هناك مكان لخان واحد للمغول».

### الديانة
يعتقد، وعلى نطاق واسع، أن ديانة جنكيز خان كانت شامانية، وهو دين كان منتشراً جداً بين قبائل المغول-الترك الرحل في آسيا الوسطى. فكتاب التاريخ السري للمغول يروي أن جنكيز كان يصلي إلى جبل برخان خلدون. لكنه مع ذلك كان متسامحاً جدا في الدين ومن المهتمين في تعلم الدروس الفلسفية والأخلاقية من الأديان الأخرى. للقيام بذلك فقد كان يستشير الرهبان البوذيين وعلماء الدين المسلمين والمبشرين المسيحيين، والراهب الطاوي شوجي تشيو.

## توحيد القبائل وتأسيس الدولة

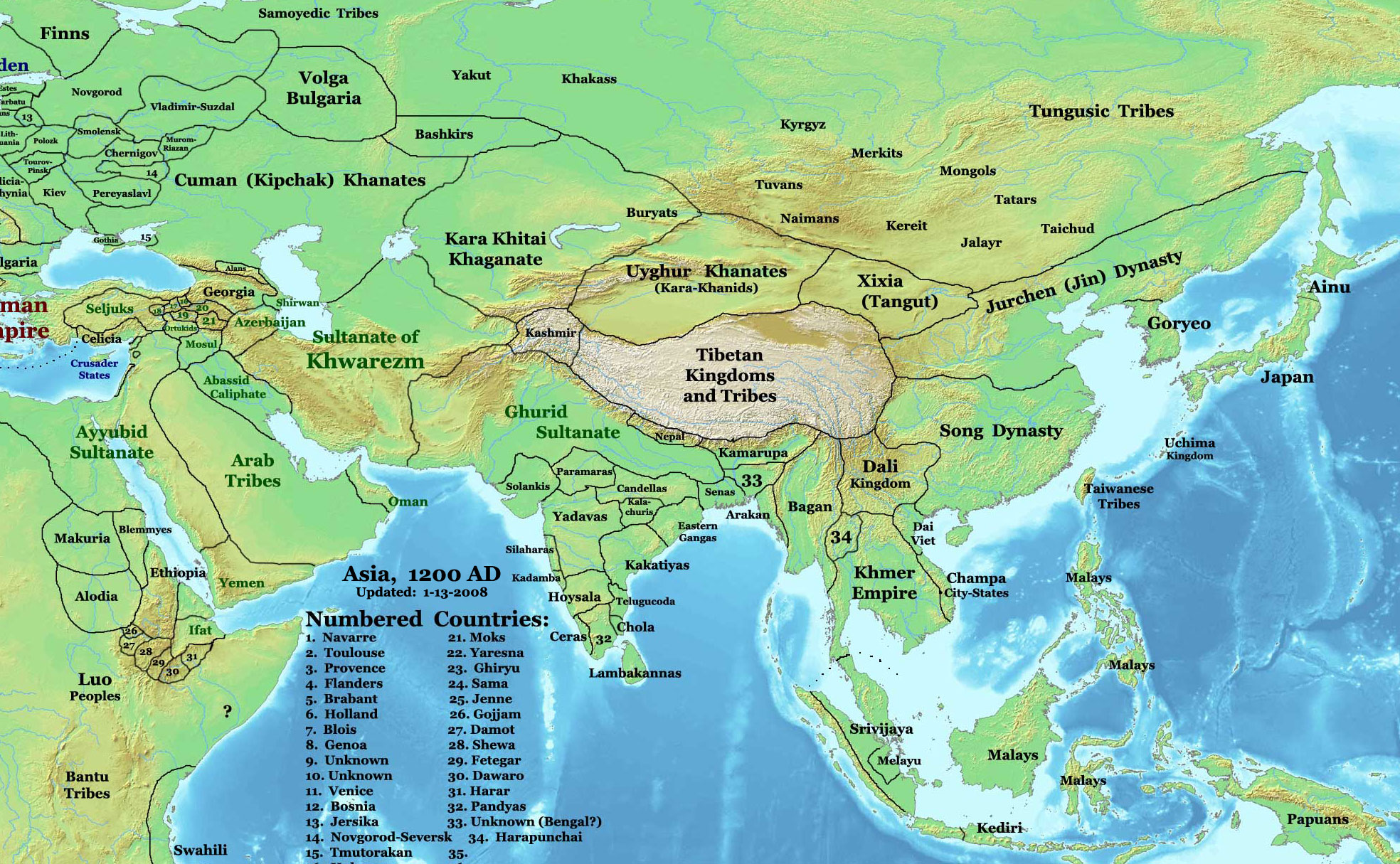
آسيا في القرن 13

قسمت هضبة آسيا الوسطى و (شمال الصين) في زمن تيموجين (أوائل القرن 13) إلى عدة قبائل متحدة أو كونفدراليات منها قبائل الميركيت والنايمان والتتار وخاماق المغول والكراييت، التي كانت كل منها بارزة بذاتها ولكنها في كثير من الأحيان غير ودية تجاه بعضها البعض كما يتضح من الغزوات الفجائية ربما تكون للنهب وأحيانا انتقامية.
بدأ صعود تيموجين البطيء نحو السلطة حيث قدم نفسه حليفا (أو تابعا وفقا لمصادر أخرى) لزعيم قبيلة الكراييت طغرل صديق والده العزيز (وتسمى تلك الصداقة أخوة الدم). وقد توطدت تلك العلاقة عندما خطف الميركيتيون بورته زوجة تيموجين، فطلب تيموجين مساعدته، فاستجاب له بإعطاء تابعه 200,000 مقاتل من الكرايت، واقترح بأن يشرك معه صديق طفولته جاموقا، الذي أصبح بعد ذلك خانا على قبيلته. بالرغم من نجاح تلك الحملة التي أدت إلى تحرير بورته وهزيمة المركيت الشديدة، إلا أنه مهد طريق الانقسام بين أصدقاء الطفولة جاموقا وتيموجين. فقد كان تيموجين قبل ذلك قد تعاهد مع جاموقا عهد الدم، وأن يظلا وغبين لبعضهما البعض إلى الأبد.
بعد أن استتب الأمر لجنكيز خان اتجه إلى إصلاح الشؤون الداخلية، فأنشأ مجلسًا للحكم يسمّى "قوريلتاي" سنة (603هـ=1206م) ودعاه للاجتماع، وفيه تحددت لأول مرة شارات ملكه، ونظم إمبراطوريته، ووضع لشعبه دستورًا محكمًا يسمى «قانون الياسا» لتنظيم الحياة، بعد أن رأى أن الآداب والأعراف والتقاليد المغولية لا تفي بمتطلبات الدولة الجديدة، ولم تكن مدونة، فأعاد النظر في بعضها، وقبل بعضها الآخر، ورد ما رآه غير ملائم. وتناول الدستورُ أمورًا متعددةً لتنظيم الحياة بالدولة الناشئة، وألزم أجهزة الدولة بتطبيق بنودها والعمل بموجبها، وشدد على معاقبة المخطئين.
كان توزيع الخصوم الرئيسيين في اتحاد المغول الكونفدرالي (أو مايعرف «بالمغول») بداية القرن 13 كما يلي: النايمان غربا والمركيت في الشمال والطانجوت جنوبا، وفي الشرق يوجد التتار وأسرة جين الصينية. ولم تأت سنة 1190 حتى تمكن تيموجين من تكوين اتحاد منغولي مصغر من أتباع ومستشارين. وتمكن من خلال حكمه وغزوه للقبائل المتناحرة من كسر التقليد بين المغول وإلغائه نهائيا، ذلك أن توزيع المناصب يكون على أساس الولاء والكفاءة وليس حسب الروابط الأسرية، وهو حافز للطاعة المطلقة واتِّباع قانونه المسمى الياسا، وكان تيموجين يَعِدُ الأهالي والجنود بالرخاء من غنائم محتملة لحروب مستقبلية. فعندما يهزم القبيلة المناوئة له فإنه لا يطرد جنودها ويهين القبيلة، بل كان يجعل ماتبقى من القبيلة التي غزاها تحت حمايته ويشرك أبناءها في أمور عشيرته. بل حتى أن والدته كانت تجمع أيتام القبائل التي غزاها وتجعلهم من ضمن الأسرة. من وحي تلك الابتكارات السياسية تمكن من أن ينال ولاءً عظيما بين القبائل التي غزاها، وهذا جعل تيموجين يزداد قوةً بعد كل نصر يحرزه.

### الخلاف بين تيموجين وجاموقا
ساعد جاموقا تيموجين في تحرير زوجته من أسْر قبيلة الميركيت، ورغم أن ما بينهما من صداقة شديدة إلا أن طموحهما الشديد نحو السلطة لم يجعل تقاربهما محمودا، ومع ذلك فقد كانا غير راغبين في صدام أحدهما بالآخر، ولكن حصل ما لم يرغبا بحدوثه وهو حادثة بين تايشار أخ جاموقا الأصغر وجوجي درمالا من قبيلة الجلائر التابعة لتيموجين، ذلك بأن تايشار سرق قطيع خيول لجوجي، وقيام الأخير بقتل السارق واستعادة القطيع. فاستنفر جاموقا قبيلته وحلفاءه ليثأر لأخيه، فجمع ثلاثين ألف مقاتل، فانطلقوا عبر جبال ألا أوت وتورقا أوت لمباغتة تيموجين الذي يعسكر أمام جبل جوريلجو في وادي سنجور الأعلى حيث اجتمع حوله ثلاثون ألف مقاتل من قومه. ونشبت معركة في موقع آلان بالغوت قرب منابع نهر أونون انتصر فيها جاموقا وانسحب تيموجين نحو منطقة جيرين، ولم يجرؤ جاموقا على مطاردته ولكنه انتقم من الأسرى بأن وضعهم في سبعين مرجلا من الماء المغلي. وهناك مصادر ضعيفة ذكرت أن المنتصر في تلك المعركة كان تيموجين. ومهما يكن من الأمر، فإن ماعمله جاموقا ضد الأسرى سببت ضعف شعبيته، فاستفاد تيموجين من ذلك حيث تدفق إليه المتطوعون والمؤيدون له، فانضمت إليه قبيلتا أوروت بزعامة جورشيداي والمانغوت بقيادة قويدار، إضافة إلى صديق والده مونجليك. فذاعت شهرته بين قبائل المغول والترك، وبدا أنه أقوى رجل في المنطقة، ومع هذا فقد كان لا يزال من أَتباع طغرل خان ملك الكرايت.

### الخلاف بين تيموجين وطغرل
كان سنجوم ابن طغرل (وانج خان) شديد الغيرة من تنامي قوة تيموجين وتقاربه مع والده، ويزعم أنه خطط لاغتياله، بالرغم من أن تيموجين قد أنقذ حياة والده في عدة مناسبات إلا أنه استسلم لمشورة ابنه وبدا غير متعاون مع تيموجين الذي علم بنوايا سنجوم وقد هزمه بعد ذلك. أما السبب الرئيسي لتصدع العلاقة بين تيموجين وطغرل كانت رفض الأخير تزويج ابنته لإبنه الأكبر جوتشي، وهي دلالة على عدم الاحترام في الثقافة المنغولية. وقد أدى هذا التصرف إلى الانقسام والقطيعة بين الزعيمين ومهدت إلى الحرب، وتحالف طغرل مع جاموقا الذي يعارض تيموجين، ولكن ساعدت الخلافات الداخلية بين الحليفين إضافة إلى فرار العديد من الجنود نحو تيموجين على هزيمة طغرل، وتمكن جاموقا من الهروب خلال النزاع. كانت تلك الهزيمة عاملا مساعدا لسقوط وانحلال قبيلة الكرايت.

جنكيز خان بالكتابة المنغولية التقليدية

منع تيموجين جنوده من النهب والسلب والاغتصاب دون إذنه، وقام بتوزيع الغنائم الحربية على المحاربين وعائلاتهم بدلا من الأرستقراطيين، وبهذا حصل على لقب «خان»، بمعنى «السيد»—إلا أن أعمامه كانوا أيضا ورثة شرعيين للعرش، وقد أدى هذا الأمر إلى حصول عدد من النزاعات بين قادته ومساعديه.
قام جنكيز خان بتعيين أصدقائه المقربين قادة في جيشه وحرسه الشخصي والمنزلي، كما قام بتقسيم قواته وفق الترتيب العشري، إلى وحدات تتألف من فرق، تضم كل فرقة منها عددا محددا من الأشخاص، فكانت وحدة الأربان تتألف من فرق تضم 10 أشخاص في كل منها، وحدة الياغون تتألف كل فرقة منها من 100 شخص، وحدة المنغان من 1000 شخص، ووحدة التومين من 10,000 شخص، كما تمّ تأسيس فرقة الحرس الإمبراطوري وتقسيمها إلى قسمين: الحرس النهاريون والحرس الليليون. وكان جنكيز خان يُكافئ أولئك الذين يظهرون له الإخلاص والولاء ويضعهم في مراكز عليا، وكان معظم هؤلاء يأتون من عشائر صغيرة قليلة الأهمية والمقدار أمام العشائر الأخرى.
يُعرف أن الوحدات العسكرية الخاصة بأفراد عائلة جنكيز خان كانت قليلة بالنسبة للوحدات التي سلّمها لرفاقه المقربين. أعلن الأخير في وقت لاحق قانونا جديدا للإمبراطورية هو «الياسا» أو «إيخ زاساغ»، ودوّن فيه كل ما يرتبط بالحياة اليومية والعلاقات السياسية للرحّل في ذلك الوقت، ومثال ذلك: منع صيد الحيوانات في موسم تزاوجها، بيع النساء، سرقة ممتلكات الغير، عدم الاغتسال في النهر وقت العاصفة، بالإضافة للقتال بين المغول، وقام جنكيز خان بتعيين أخيه المتبنى «شيغي خوتهوغ» بمنصب قاضي القضاة، وأمره بالاحتفاظ بسجل عن الدعاوى المرفوعة والمشاكل التي تقع. وبالإضافة للأمور الأسرية، الغذائية، والعسكرية، أطلق جنكيز خان حرية المعتقد ودعم التجارة الداخلية والخارجية، وكان يعفي الفقراء ورجال الدين من الضرائب المفروضة عليهم وعلى ممتلكاتهم. ولهذه الأسباب، انضم الكثير من المسلمين، البوذيين، والمسيحيين، من منشوريا، شمال الصين، الهند، وبلاد فارس، طوعا إلى إمبراطورية جنكيز خان، قبل أن يشرع بفتوحاته الخارجية بوقت طويل. تبنى هذا الخان الأبجدية الأويغورية، التي شكلت فيما بعد أساس الأبجدية المنغولية، وأمر المعلّم الأويغوري «تاتاتوانغا»، الذي كان يعمل في خدمة خان النايميين، بتعليم أبنائه.

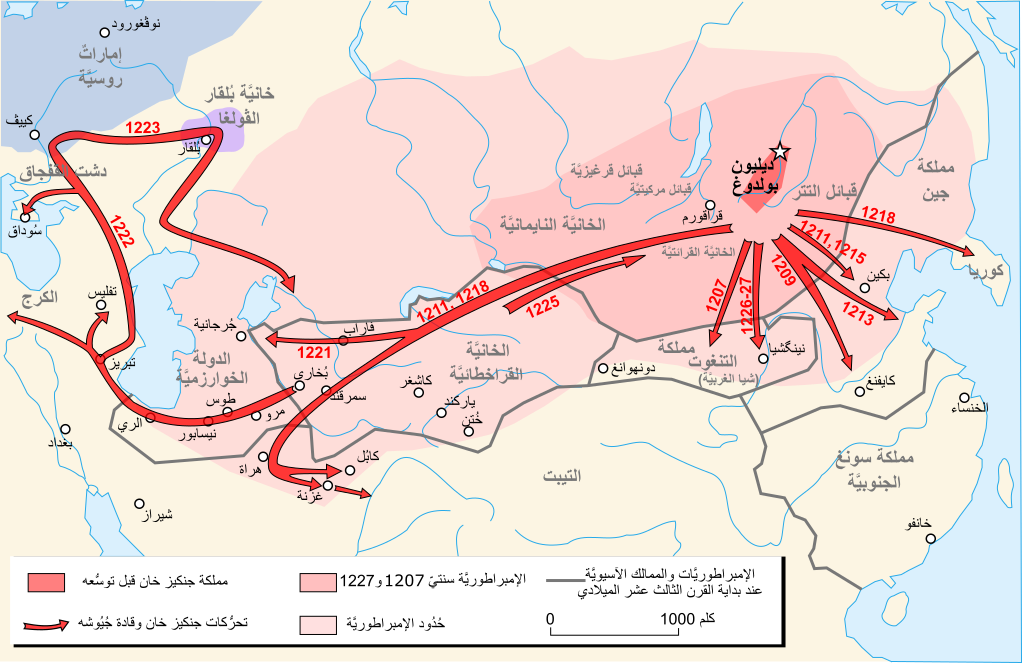
الحملات العسكرية خلال حكم جنكيز خان.

سرعان ما وقع جنكيز خان، بعد بروز إمبراطوريته كقوة عظمى، في نزاع مع أسرة جين الشوجينية، وأسرة زيا الغربية التغوتيّة، حكّام شمال الصين، فقام بغزو ممالك الصين الشمالية هذه بسرعة وضمها إليه، ثم حصلت بعض الاستفزازات فيما بينه وبين الدولة الخوارزمية القوية، على الحدود الغربية، لإمبراطوريته، مما حدا بالخان للاتجاه غربا صوب آسيا الوسطى حيث احتل خوارزم ودمرها واحتل بلاد ماوراء النهر وفارس، بعد ذلك هاجم كييف الروسية والقوقاز وضمهم إلى ملكه. قبل مماته وزع تركته الإمبراطورية بين أبنائه وحسب الأعراف يبقى الحكم للأسرة المالكة والتي هي من سلالته فقط.
وواصل تيموجين خطته في التوسع على حساب جيرانه، فبسط سيطرته على منطقة شاسعة من إقليم منغوليا، تمتد حتى صحراء جوبي، حيث مضارب عدد كبير من قبائل التتار، ثم دخل في صراع مع حليفه رئيس قبيلة الكراييت، وكانت العلاقات قد ساءت بينهما بسبب الدسائس والوشايات، وتوجس «أونك خان» زعيم الكراييت من تنامي قوة تيموجين وازدياد نفوذه؛ فانقلب حلفاء الأمس إلى أعداء وخصوم، واحتكما إلى السيف، وكان الظفر في صالح تيموجين سنة (600 هـ= 1203 م)، فاستولى على عاصمته «قراقورم» وجعلها قاعدة لملكه، وأصبح تيموجين بعد انتصاره أقوى شخصية مغولية، فنودي به خاقانا، وعُرف باسم «جنكيز خان»؛ أي إمبراطور العالم.
وبعد ذلك قضى ثلاث سنوات عُني فيها بتوطيد سلطانه، والسيطرة على المناطق التي يسكنها المغول، حتى تمكن من توحيد منغوليا بأكملها تحت سلطانه، ودخل في طاعته الأويغوريون.

## إمبراطورية المغول

### السياسة والاقتصاد
حُكمت الإمبراطورية المغولية بقانون مدني وعسكري يدعى الياسق، والذي وضعه جنكيز خان. لم تؤكد الإمبراطورية المغولية على أهمية العرق والإثنية في المجال الإداري، وتبنّت بدلا من ذلك منهجا يعتمد على الجدارة، وكان الاستثناء حكم جنكيز خان وعائلته. كانت الإمبراطورية المغولية واحدة من أكثر الإمبراطوريات المتنوعة تنوعًا عرقيًا وثقافيًا في التاريخ، بما يتناسب مع حجمها. اعتبر العديد من سكان الإمبراطورية الرُحّل أنفسهم، مغولًا في الحياة العسكرية والمدنية، بمن فيهم المغول والأتراك وغيرهم، وكذلك العديد من سلالة خان من مختلف الأعراق، كجزء من الإمبراطورية المغولية مثل محمد خان.
وُجدت إعفاءات ضريبية للشخصيات الدينية، وكذلك للمعلمين والأطباء على حدا ما. مارست الإمبراطورية المغولية التسامح الديني، إذ اعتبرت التقاليد المغولية أن الدين مفهوم شخصي، ولا يخضع للقانون أو التدخل. تحول أونغ خان، معلم جنكيز خان ومنافسه لاحقا، إلى المسيحية النسطورية، في وقت ما قبل تولي جنكيز خان الحكم. كانت القبائل المغولية المختلفة شامانية، أو بوذية، أو مسيحية، وكان التسامح الديني بذلك، مفهومًا راسخًا في السهوب الآسيوية.
حاول جنكيز خان في أواخر حياته- وفقا للمؤرخين المنغوليين المعاصرين- إنشاء دولة مدنية في ظل الياسق العظيم، والذي كان ليحقق المساواة القانونية لجميع الأفراد، بمن فيهم النساء. لا يوجد أي دليل على ذلك، أو على إلغاء السياسات التمييزية تجاه الشعوب المقيمة مثل الصينيين. لعبت النساء دورًا مهمًا نسبيًا في الإمبراطورية المغولية وفي الأسرة، إذ تولت توراكينا خاتون على سبيل المثال حكم الإمبراطورية المغولية لفترة وجيزة، حتى اختير القائد خاقان لاحقا. يشير الباحثون المعاصرون إلى السياسة المزعومة التي شجعت التجارة والتواصل باسم باكس منغوليكا (السلام المغولي).
أدرك جنكيز خان حاجته إلى أشخاص يمكنهم إدارة المدن والدول التي غزاها، وأدرك أيضًا أنه لن يستطيع العثور على هؤلاء المسؤولين من بين شعبه المغول، لأنهم رُحّل ولا يمتلكون خبرة في إدارة المدن. دعا جنكيز خان لهذا الغرض، أمير الخيتان، وتشوتساي، الذي عمل في خدمة سلالة جين والذي اعتقله الجيش المغولي بعد هزيمة أسرة جين. استولت أسرة جين على السلطة بتهجير شعب الخيتان.
أخبر جنكيز تشوتساي، الذي كان من نسل حكّام الخيتان، أنه انتقم لأسلافه. أجاب تشوتساي أن والده خدم سلالة جين بنزاهة، وكذلك فعل هو، كما أنه لم يعتبر والده عدوا، لذلك لا يمكن اعتبار ذلك انتقاما. أثار هذا الرد إعجاب جنكيز خان، وتولّى تشوتساي إدارة أجزاء من الإمبراطورية المغولية، وأصبح مقربا من الخانات المغول المتعاقبين.

### الجيش
وثق جنكيز خان في جنرالاته ثقة مطلقة، بمن فيهم سوبوتاي، وجبه نويان، ومكالي، واعتبرهم مستشارين مقربين، وغالبا ما منحهم الامتيازات والثقة ذاتها التي منحها عادةً لأفراد الأسرة المقربين. سمح لهم باتخاذ القرارات من تلقاء أنفسهم، عندما شنّوا حملات بعيدة عن عاصمة الإمبراطورية المغولية قراقورم. كُلّف مكالي، الجنرال الموثوق به، قيادة القوات المغولية ضد سلالة جين، في الوقت الذي قاتل فيه جنكيز في آسيا الوسطى، وسُمح لسوبوتاي وجبه بمواصلة الغارة العظمى في القوقاز وكييف روس، وهي فكرة قدماها إلى الخاقان بمبادرة خاصة بهما. توقع جنكيز خان ولاءً راسخًا من جنرالاته، في الوقت الذي منحهم فيه قدرًا كبيرًا من الاستقلال الذاتي في اتخاذ قرارات القيادة.
نجح الجيش المغولي أيضًا في الحرب عن طريق الحصار، وقطع الموارد عن المدن والبلدات عن طريق تحويل بعض الأنهار، وأخذ أسرى العدو وسوقهم أمام الجيش، وتبني أفكار وتقنيات وأدوات جديدة من الأشخاص الذين تغلب عليهم، وخاصة في توظيف آلات حصار ومهندسين مسلمين وصينيين، لمساعدة سلاح الفرسان المغولي في الاستيلاء على المدن.
كان التكتيك المعياري الآخر للجيش المغولي هو الانسحاب التكتيكي المختلق، الممارس لكسر تشكيلات الأعداء، ولإبعاد مجموعات العدو الصغيرة بالخداع عن المجموعة الأكبر، والدفاع عن الموقع من أجل الكمين والهجوم المضاد.
كانت طريقة الاتصالات والإمداد (يام) جانبًا آخر مهمًا من التنظيم العسكري لجنكيز خان، وهي مقتبسة من النماذج الصينية السابقة. كرّس جنكيز خان عناية خاصة بذلك، من أجل الإسراع في جمع الاستخبارات العسكرية والاتصالات الرسمية. أُنشئت محطات يام في جميع أنحاء الإمبراطورية من أجل ذلك.

## المظهر الجسدي
الرسم الأقرب المقبول عمومًا من قبل معظم المؤرخين، هي اللوحة الموجودة حاليًا في متحف القصر الوطني في تايبيه في تايوان، والتي رُسمت تحت إشراف حفيده قوبلاي خان خلال عهد أسرة يوان المغولية، وتصوّر جنكيز خان بملامح مغولية نموذجية.

## مقولاته المشهورة
- «ليس كافيًا أن أكون ناجحًا، كل الآخرين يجب أن يفشلوا».
- «بمعونة السماء لقد فتحت لكم إمبراطورية عظيمة، لكن حياتي كانت قصيرة للغاية لتحقيق غزو العالم، هذه المهمة تُرِكَتْ لكم».
- «أنا عقاب الرب.... فماذا فعلت لكي يبعث الله عليك عقاب مثلي».
- «أنا على استعداد للتضحية بنصف شعب المغول لكي يستقيم النصف الثاني».
- سعادتنا الكبرى هو أن يتشتت عدوك، من أجل دفعه قبلك، لرؤية المُدن تحولت إلى رماد، لمعرفة أولئك الذين يحبونه غارقين في البكاء، وتضعه في حضن زوجاته وبناته".
- إذا جسدي مات، اسمحوا لجسدي أن يموت، ولكن لا تدع بلدي تموت".

## أحداث مهمة
1187م حمل لقب جنكيز خان (الملك العالمي).
1198م القوات المشتركة مع طغرل وهو حليف لوالده الراحل، وأسرة جين (شين) في شمال الصين لمعركة التتار.
1200 -1202م هزم اتحادًا كونفدراليًّا من القوّات التي يقودها جاموقا (صديق طفولته). تحالف بعدها كثير من أتباع جاموقا مع جنكيز خان.
1202م هزم قوات التتار وأمر بالإعدامات الجماعية التي دمرتهم.
1206م أُعلِنَ الحاكم لجميع المغول من قِبَل مَجْلِس أمراء المغول بعد وفاة جاموقا.
1211م حصار أسرة جين في شمال الصين، والسيطرة عليها في غضون سنة.
1214م التوصل إلى اتفاق سلام مع أسرة جين، لكنه في العام التالي سلب رؤوس أموالها واضطر إمبراطورها إلى الهرب.
1216 -1221م توسع إمبراطورية المغول غربًا إلى آسيا الوسطى، وامتداد سيطرتها على ما يسمى الآن إيران وأفغانستان وجنوب روسيا.
1221م هُزِم جلال الدين على ضفاف نهر السند، وتوسيع الإمبراطورية المنغولية إلى أقصى حد تم التوصل إليه خلال حياته.
1226م هُزِمَت قوات جين العائدة على هوانغ (النهر الأصفر)، لكنه توفي في العام التالي، بينما كان يواصل التخطيط للهجوم.

## وفاته

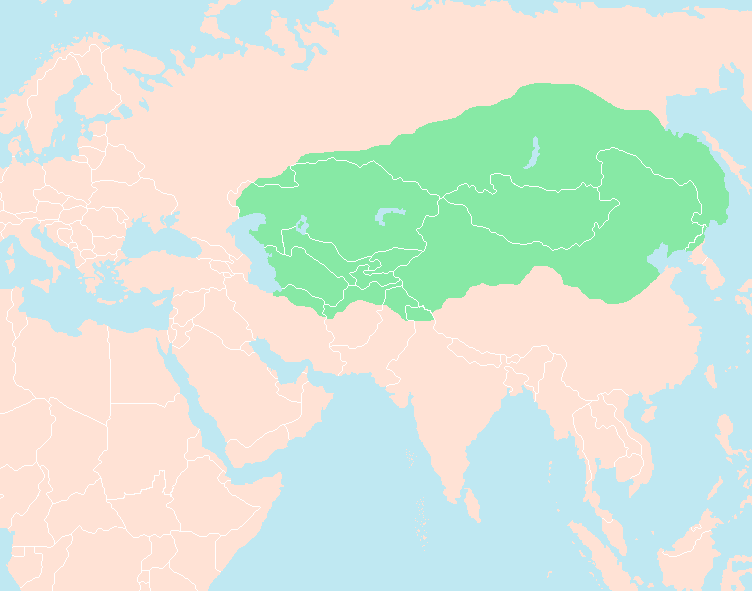
الإمبراطورية عند موت جنكيز خان.

السبب الدقيق لوفاته لا يزال مجهولًا، ويُعزّى موته إلى قتل أو المرض، أو السقوط من حصان، أو الجروح التي أصيب بها في الصيد أو المعركة.  فيما يعرف أنه اشتد التعب والإرهاق عليه في رحلته الأخيرة، وجلس أمام خيمته متدثراً بالأغطية الثقيلة من الفراء والقماش ودخل عليه ابنه ((تولي خان)) فقال له جنكيز خان: «لقد اتضح لي الآن أنه يجب أن أترك كل شيء».
كان جنكيز خان قد تجاوز السبعين عامًا وقيل الستين عامًا، ولم يُعلن أبناؤه خبر وفاته حتى أقرب المقربين إليه. وأُبْعِدَ حرسه الخاص عن خيمته وتم وضع جثمانه في عربة واستمر في طريق عودته إلى الديار عبر الأراضي الصينية. لدى وصولهم إلى منابع نهر كيرولين أُعلن نبأ الوفاة على الجيش المغولي. وظل جثمانه يتنقل بالدور في القصور الملكيّة عند زوجاته لإلقاء نظرة الوداع. توافد زعماء القبائل والقادة من كل مكان لإلقاء نظرة الوداع على الجثمان. وبعد انتهاء مراسم الحداد تم تشكيل كتائب مختارة من الجنود لاصطحاب جثمان جنكيز خان إلى قبره. وفي مكان مجهول على سفح واحد من مرتفعات جبال برقان دُفِنَ جنكيز خان في قبر أخفيَ بطريقة تُصعب الاهتداء إليه. وكانت وفاته عام 1227 م.
عند وفاة جنكيز خان عام 1227، كانت الإمبراطورية المغولية تمتد من المحيط الهادئ حتى بحر قزوين، أي أنها كانت تبلغ في حجمها ضعفي حجم الإمبراطورية الرومانية ودول الخلافة الإسلامية؛ ثم توسعت لأكثر من هذا في العهود التي تلت، تحت حكم من أتى من ذريّته.

## جنكيز خان في ذاكرة التاريخ
سيظل جنكيز خان عبقريّة عسكرية ككبار الفاتحين، إلا أنه يختلف عنهم بسعيه في الأرض فسادًا ودمارًا في كل فتوحاته؛ حيث أسس إمبراطورية امتدت في عهد سلالته من أوكرانيا إلى كوريا. كما أسّس أحفاده سلالات ملكية في الصين وبلاد فارس وروسيا، ومن سلالات أحفاده ملوك حكموا في آسيا الوسطى لقرون عدة.
يتحدّث المؤرخ الألماني (بيرتولد شبولر) عن شخصية جنكيز خان فيقول في صفحة (27):
«إن صفات جنكيز خان الفائقة وشخصيته الفذّة لا تظهر في انتصاراته العسكرية فحسب؛ بل في ميادين أخرى ليست أقل أهمية إذ لا يسعنا إلا أن ننظر بإكبار وإعجاب إلى إنجازاته كمشرّع قانوني، ومنظّم للأمّة المغولية.»

## وصلات خارجية
- جنكيز خان على موقع الموسوعة البريطانية (الإنجليزية)
- جنكيز خان على موقع إن إن دي بي (الإنجليزية)